# Maria av Enghien (död 1393)
Maria av Enghien, död 1393, var regerande herre i herredömet Argos och Nauplia i nuvarande Grekland mellan 1377 och 1388.  Hon blev dess sista monark.